# Finlands Kyrkomusikförbund
Finlands Kyrkomusikförbund rf (finska: Suomen Kirkkomusiikkiliitto r.y.) är en riksomfattande centralorganisation i Finland inom kyrkomusikbranschen. Förbundets uppgift är att väcka och upprätthålla intresset för kyrkomusik, främja utvecklingen av landets kyrkomusikverksamhet samt stödja och vägleda kyrkomusikarbetet.

## Organisation
Det årliga representantskapsmötet är förbundets högsta beslutande organ. Representantskapsmötet är öppet för alla, men rösträtt innehas av de representanter som utsetts av kyrkomusikkretsarna och medlemsförsamlingarna.
Sedan början av 2017 har hela församlingar kunnat ansluta sig som medlemmar i Kyrkomusikförbundet. Antalet medlemsförsamlingar har utvecklats enligt följande:
- 2017: 18 medlemsförsamlingar
- 2018: 60 medlemsförsamlingar
- 2019: 76 medlemsförsamlingar
- 2020: 84 medlemsförsamlingar (med totalt 797 375 medlemmar)

År 2021 hade kretsarna totalt 222 musikgrupper med sammanlagt 3 506 medlemmar samt 19 barn- och ungdomskörer med 331 medlemmar.

### Förbundsstyrelsen
Förbundsstyrelsen består av tre musikaliska ledare, tre sångare eller instrumentalister samt en teolog.

### Kyrkomusikkretsarna
Finlands Kyrkomusikförbund är indelat i följande 17 kyrkomusikkretsar:
- Lappland
- Norra Österbotten
- Kajanaland
- Mellersta Österbotten
- Södra Österbotten
- Mellersta Finland
- Norra Savolax
- Södra Savolax
- Norra Karelen
- Södra Karelen
- Päijänne-Tavastland
- Kymmenedalen
- Tavastland-Nyland
- Egentliga Finland
- Tammerfors
- Satakunta
- Helsingfors

## Canto-förlaget
Canto-förlaget är ett gemensamt notförlag för Finlands Kyrkomusikförbund och Finlands Kantor-Organistförbund. Förlaget söker och publicerar nya kompositioner och arrangemang för församlingars, körers, ensembler och andra musikgruppers bruk.

## Förtjänsttecken
Finlands Kyrkomusikförbund delar ut olika förtjänsttecken, såsom årsutmärkelser, särskilda förtjänsttecken från förbundet och för kantorer samt medaljer.
Årsutmärkelserna baseras på verksamhet inom kyrkans musikverksamhet och finns i varianterna 2, 5, 10, 20, 30, 40, 50 och 60 år.
Förbundets särskilda förtjänsttecken är, vid sidan av Kantorns särskilda förtjänsttecken, den högsta utmärkelsen för arbete till förmån för kyrkomusiken. Tecknet ansöks hos Finlands Kyrkomusikförbunds styrelse.
Förbundets medalj är designad av konstnären Pentti Papinaho. Medaljen är ensidig, har en diameter på 7 cm och är tillverkad av tombak med bronsnyanser. Medaljen kan delas ut av förbundets och kretsarnas styrelser samt av medlemsföreningar och medlemsförsamlingar. Den kan tilldelas personer eller organisationer som förtjänstfullt har främjat kyrkomusikverksamheten.